# Новокурьяново
Новокурья́ново (Ново-Курьяново) — деревня в составе района Щербинка Новомосковского административного округа города Москвы.

## История
Возникла в 1930-х годах, когда жители деревни Курьяново, где насчитывалось 108 дворов, были переселены для строительства на месте деревни Курьяновской станции аэрации и посёлка при ней. Новая деревня расположилась внутри экспериментального железнодорожного кольца ЦНИИ МПС, отстроенного в 1932 году.
В 1984 году деревня была включена в состав Москвы.
8 мая 2024 года территория деревни Новокурьяново исключена из состава района Южное Бутово и передана во вновь образованный муниципальный округ Щербинка.

## Улицы
6 февраля 1986 года улицы деревни были переименованы. Все они получили новые названия в честь города Железногорска Курской области:
- 1-я Железногорская улица — бывшая Лесная,
- 2-я Железногорская улица — бывшая Садовая,
- 3-я Железногорская улица — бывшая Центральная,
- 4-я Железногорская улица — бывшая Вокзальная,
- 5-я Железногорская улица — бывшая Первомайская,
- 6-я Железногорская улица — бывшая Московская,
- Железногорский проезд — бывшая Шоссейная улица.

## Современное состояние
В Новокурьянове нет общественного транспорта. Существует лишь один въезд в деревню (Железногорский проезд, через который перекинуты мосты для путей испытательного кольца). Действует начальная школа № 1165. Численность постоянного населения 368 жителей. Деревня, согласно постановлению правительства Москвы № 150-ПП от 7 марта 2006 г., намечена к отселению.
В августе 2014 года открылось движение по временной дороге шириной 11 метров и протяженностью 800 метров, соединяющей Щербинку и деревни Новокурьяново и Щиброво с многоэтажными кварталами Южного Бутова.
В сентябре 2015 года было анонсировано строительство детского сада и торгового центра. По данным на октябрь 2023 года, проект не реализован.
Большинство домов в деревне находится в плохом состоянии, отсутствуют бытовые удобства. Это связано с «подвешенным» статусом и планами сноса.